# König-Abd-al-Aziz-Stadion
Das König-Abd-al-Aziz-Stadion (arabisch ملعب الملك عبد العزيز, DMG Malʿab al-Malik ʿAbd al-ʿAzīz) ist ein Stadion in Mekka. Das Stadion befindet sich nordöstlich der Stadt.
Der saudi-arabische Fußballerstligist al-Wahda bestreitet seine Heimspiele in diesem Stadion. Baubeginn und Stadioneröffnung fanden 1986 statt. Das Stadion fasst 38.000 Zuschauer und ist damit das drittgrößte in Saudi-Arabien.
Das Stadion wurde nach König Abd al-Aziz ibn Saud benannt. Er war Gründer des modernen Königreichs Saudi-Arabien und von 1932 bis 1953 König von Saudi-Arabien.